# Mauro Masi
Mauro Masi (Civitavecchia, 26 agosto 1952) è un dirigente pubblico italiano.

## Biografia
Di famiglia ebraica, dopo avere conseguito nel 1977 a Roma la laurea in Giurisprudenza con 110 e lode Masi ottiene nel medesimo anno il diploma di merito come "tecnico della programmazione economica" e continua gli studi l'anno successivo con il corso "Gestione e controllo dell'attività bancaria" alla Bocconi. Masi prosegue quindi a Washington gli studi in "Tecnica e analisi economica" presso l'IMF Institute.
Nel 1978 entra in Banca d'Italia, ove successivamente ottiene la qualifica di Dirigente. Dal 1988 inizia la sua attività di collaborazione con la Presidenza del Consiglio dei ministri prima come consigliere per la comunicazione economica, poi come direttore dell'ufficio stampa. È stato membro del comitato per la politica dell'informatica e delle telecomunicazioni e nel 1996 è stato nominato Capo del Dipartimento per l'Informazione e l'Editoria della Presidenza del Consiglio dei ministri, dove ha rivestito anche il ruolo di vice presidente del comitato per un codice di autoregolamentazione su TV e minori.
Ha lavorato alle leggi sul diritto d'autore (248/2000), sull'editoria (62/2001) e sui punti vendita dei prodotti editoriali (108/1999) diventando per alcuni anni Commissario straordinario della SIAE.
È stato vicepresidente della Commissione che ha realizzato la "Campagna d'informazione nazionale straordinaria sull'introduzione dell'euro"; dal maggio 2004 è membro della task force dell'ONU per l'implementazione di Internet nei Paesi in via di sviluppo. Ha ottenuto incarichi amministrativi di vertice fra cui, più volte, quella di Segretario generale della Presidenza del Consiglio dei ministri e Capo di Gabinetto del Vicepresidente del Consiglio dei ministri durante i governi Berlusconi II e III (2001-06).
In seguito è stato membro del Consiglio superiore delle Comunicazioni. A partire dal 2006 ricopre la carica di Delegato Italiano per la Proprietà Intellettuale, rappresentando l'Italia nel Consiglio di amministrazione dell'Organizzazione europea dei Brevetti (EPO).

### La direzione della RAI
Il 2 aprile 2009 il CdA della RAI lo ha nominato direttore generale in sostituzione di Claudio Cappon. Le sue prime nomine e la scelta di togliere i canali Rai Sat dalla piattaforma Sky hanno suscitato polemiche.
È stato oggetto di una indagine della Corte dei Conti relativa ad una ipotesi di danno erariale di 680.000 euro per le buonuscite ingiustificate concesse ad Angela Buttiglione e Marcello Del Bosco. In relazione ai casi di Paolo Ruffini e Claudio Cappon, secondo i magistrati della Corte dei Conti Masi, pur di allontanare dirigenti sgraditi, avrebbe prodotto cause di lavoro costose e votate al fallimento.
In un documento sulle dichiarazioni patrimoniali e reddituali rese dai titolari di cariche elettive e direttive di alcuni enti, a cura della Presidenza del Consiglio dei Ministri ai sensi dell'art. 12 della legge 5 luglio 1982 n. 441, risulta che il manager vanti per il 2010, redditi annui pari a 695.466 euro.
Ha suscitato molte polemiche il suo intervento del 27 gennaio 2011 nella trasmissione Annozero, via telefono, per criticare l'impostazione della trasmissione. Molto critico nei suoi confronti è stato il commentatore Aldo Grasso sul sito del Corriere della Sera.
Fin dalla sua nomina è stato oggetto di forti critiche per una gestione accusata di "partigianeria" della tv pubblica. Fra i vari comportamenti discutibili che gli sono ascritti, l'ultimo è quello legato alla firma del contratto di assunzione di Giada Kulyte (in arte Rasa Kulyte) per la trasmissione Il lotto alle otto.
Nel marzo 2010 viene coinvolto nello scandalo del Trani-Gate, sulle telefonate tra Masi e Berlusconi intercettate dalla procura di Trani.

### Alla Consap e Igea Banca
Ha lasciato la direzione generale della RAI il 2 maggio 2011 (gli è succeduta Lorenza Lei) e Masi è stato nominato amministratore delegato della Consap. Sarà riconfermato per altre due volte sino al 2019. Nel frattempo è nominato anche presidente di Igea Banca, nata nel 2015 con uno sportello a Roma e tre in Sicilia dopo aver acquisito la commissariata Popolare dell'Etna: nel 2019 acquisisce la storica banca dei Torlonia, Banca del Fucino, con una situazione economica molto compromessa.
Il 23 dicembre 2020 è stato nominato presidente della Consap.

## Onorificenze e premi
- Premio per il "Miglior Comunicatore professionale dell'anno 1997" da parte del Gruppo Pubblicità Italia. (gennaio 1998)

## Opere
- Coordinatore del Rapporto "Per una riforma della legislazione sull'editoria" edito dalla Presidenza del Consiglio dei ministri.
- Curatore del volume "La convergenza dell'Italia verso l'UE" edito dalla Presidenza del Consiglio dei ministri.
- Curatore del volume "L'autore nella Rete" - Guerini & Associati, Collana alf@net-.